# Pardosa laciniata
Pardosa laciniata är en spindelart som beskrevs av Song och Haupt 1995. Pardosa laciniata ingår i släktet Pardosa och familjen vargspindlar. Inga underarter finns listade i Catalogue of Life.